# Distrito de Nowy Tomyśl
Nowy Tomyśl (polaco: powiat nowotomyski) es un distrito (powiat) del voivodato de Gran Polonia (Polonia). Fue constituido el 1 de enero de 1999 como resultado de la reforma del gobierno local de Polonia aprobada el año anterior. Limita con otros ocho distritos: al norte con Międzychód y Szamotuły, al este con Poznań, al sur con Wolsztyn y Grodzisk Wielkopolski, al suroeste con Zielona Góra y al oeste con Świebodzin y Międzyrzecz; y está dividido en seis municipios (gmina): cuatro urbano-rurales (Lwówek, Nowy Tomyśl, Opalenica y Zbąszyń) y cuatro rurales (Kuślin y Miedzichowo). En 2011, según la Oficina Central de Estadística polaca, el distrito tenía una superficie de 1013,62 km² y una población de 73 090 habitantes.